# Семково (Куявсько-Поморське воєводство)
Семково (пол. Siemkowo, нім. Simkau) — село в Польщі, у гміні Льняно Свецького повіту Куявсько-Поморського воєводства.
Населення — 232 особи (2011).
У 1975-1998 роках село належало до Бидгощського воєводства.

## Демографія
Демографічна структура станом на 31 березня 2011 року:
|          | Загалом | Допрацездатний вік | Працездатний вік | Постпрацездатний вік |
| -------- | ------- | ------------------ | ---------------- | -------------------- |
| Чоловіки | 108     | 29                 | 74               | 5                    |
| Жінки    | 124     | 42                 | 67               | 15                   |
| Разом    | 232     | 71                 | 141              | 20                   |